# InfoWorld
InfoWorld és un mitjà de comunicació en línia i una empresa d'organització d'esdeveniments estatunidenca, dedicada a les Tecnologies de la Informació que forma part del InfoWorld Media Group, una divisió de IDG (International Data Group). El lloc web de InfoWorld proporciona fonts d'informació sobre solucions de TI en el mercat empresarial de tecnologies d'informació, així com oportunitats per a la comunitat empresarial de les TI unir-se i interaccionar per resoldre problemes de negocis, intercanviar informació i establir contactes amb altres professionals de les TI.
Entre els recursos disponibles al lloc web InfoWorld.com hi ha la comunitat de xarxa de professionals InfoWorld IT Exec-Connect, reportatges especials i articles de notícies escrits per l'equip de periodistes professionals, revisions de productes i anàlisis del InfoWorld Test Center, un llistat de blocs especialitzats, butlletins electrònics d'actualitat i canals RSS, extensa cobertura en àudio i vídeo, i informació de proveïdors en la forma de white papers, guies d'estratègia, webcasts i altres recursos.
InfoWorld Media Group té la seu a San Francisco i té vincles estrets amb Silicon Valley, però utilitza fonts de notícies de tot el món per mantenir-se a l'avantguarda de la tecnologia dels mitjans de comunicació.

## Història
La revista va ser fundada el 1978 com Intelligent Machines Journal per Jim Warren i venuda a IDG a finals del 1979. A principis de l'any següent, el nom va ser canviat per a InfoWorld i el 1986 la columna de Robert X. Cringely va començar.
L'inventor de Ethernet, Bob Metcalfe, va ser CEO i editor des de 1991 a 1996 i va contribuir amb una columna setmanal fins al 2000. Com la revista va passar a ser totalment en web, una edició final impresa va ser publicada el 2 d'abril de 2007 (Volume 29, Issue 14).
InfoWorld també ofereix el seu contingut per a dispositius mòbils.